# Seznam památných stromů v okrese Blansko
Toto je seznam památných stromů v okrese Blansko, v němž jsou uvedeny památné stromy na území okresu Blansko.
| Název                                   | Obrázek | Umístění                                            | Druh                           | Obvod [v cm] | Kód wikidata     | Galerie                                                            | Poznámka |
| --------------------------------------- | ------- | --------------------------------------------------- | ------------------------------ | --- | ---------------- | ------------------------------------------------------------------ | --- |
| Babolecká lípa                          |         | Babolky 49°35′25″ s. š., 16°34′59″ v. d.            | lípa velkolistá                | 281 | 106284 Q73601964 | Kategorie „Babolecká lípa“ na Wikimedia Commons                    | Roste nad křižovatkou polních cest na východním okraji obce, místo setkávání občanů. Vysazena 28. října 1928 k 10. výročí založení Československa. V roce 2013 proveden zdravotní a redukční řez - potlačení kodominantní větve. V roce 2018 instalována bezpečnostní vazba a provedena redukce výmladků. |
| Dub u hradu Boskovice                   |         | Boskovice 49°28′53″ s. š., 16°39′39″ v. d.          | dub letní                      | 303 | 105206 Q26789726 | Kategorie „Dub letní (Boskovice)“ na Wikimedia Commons             | Nalézá se před hradem Boskovice na travnatém prostranství. Okolo vede červeně značená turistická stezka. V roce 2009 podstoupil strom zdravotní řez. |
| Jinan u zámeckého skleníku              |         | Boskovice 49°29′6″ s. š., 16°39′41″ v. d.           | jinan dvoulaločný              | 274 | 101090 Q26786627 | Kategorie „Jinan dvoulaločný (Boskovice)“ na Wikimedia Commons     | Před oranžérií, poblíž vstupu do parku z Hradní ulice. |
| Lípa u letního kina Boskovice           |         | Boskovice 49°29′3″ s. š., 16°39′43″ v. d.           | lípa velkolistá                | 515 | 106115 Q26790805 |                                                                    | V zámeckém parku u letního kina na dohled od modře značené turistické stezky a naučné stezky Hradní okruh. V letech 2010 a 2011 byl proveden zdravotní řez a vazby. v roce 2016 pozorováno zhoršení zdravotního stavu. Kořenové náběhy u báze předělově ztloustlé, 3 kosterní větve měly obloukovitý růst s četnými kolmo vyrůstajícími sekundárními výhony. V horní části koruny dvě prosychající větve napadeny hmyzem. Na stromu parazituje hlíva. V kosterních větvích jsou dutiny. |
| Žižkova lípa/Zámecká lípa v Boskovicích |         | Boskovice 49°29′6″ s. š., 16°39′40″ v. d.           | lípa malolistá                 | 521 | 101109 Q10296052 | Kategorie „Žižkova lípa (Boskovice)“ na Wikimedia Commons          | Roste u zámku, okolo vede červeně značená turistická stezka a naučná stezka Hradní okruh. Osobitý habitus je výsledkem vývoje stromu: spíše než pravokořenný trojkmen se současný kmen jeví jako srostlý trojkmenný výmladek vzniklý pravděpodobně srůstem tří výmladků po odstranění (zániku) původního staršího kmene. Koruna se tak vyvíjí ve třech shlucích a jeví se jako řidší. V roce 2009 se výjimečně vyskytují suché větve vyšších řádů, zdravotní stav je na stupni 2 - zhoršený (se stabilizačními zásahy). V koruně je instalována dynamická vazba. Zřejmě se jedná o nejstarší strom v Boskovicích. Je posledním stromem z dnes již zaniklé aleje.                                                                                 |
| Tři smrky u Bukovinky                   |         | Bukovinka 49°18′31″ s. š., 16°48′13″ v. d.          | smrk ztepilý (3)               | 275 306 348 | 101105 Q26779130 | Kategorie „Tři smrky u Bukovinky“ na Wikimedia Commons             | U lesní cesty z Bukovinky do Rakoveckého údolí nad potokem za hájenkou. Okolo vede modře značená turistická stezka. |
| Chmelova lípa v Drválovicích            |         | Drválovice 49°33′46″ s. š., 16°39′17″ v. d.         | lípa stříbrná                  | 437 | 106505           |                                                                    | Strom roste na hranici zahrady v blízkosti severního okraje obecní hasičské nádrže v Drválovicích a v blízkosti polní cesty jihovýchodně od Drválovic. |
| Habrůvecké smrky                        |         | Habrůvka 49°18′27″ s. š., 16°42′55″ v. d.           | smrk ztepilý (2)               | 312 299 | 101106 Q26786636 |                                                                    | Na severozápad od Habrůvky. Mohutné silně zavětvené exempláře. |
| Modřín troják u Habrůvky                |         | Habrůvka 49°19′4″ s. š., 16°41′58″ v. d.            | modřín opadavý                 | 455 | 101112 Q15360324 | Kategorie „Troják u Habrůvky“ na Wikimedia Commons                 | Strom je pozůstatek vytěženého modřínového porostu na hranici NPR Habrůvecká bučina. S výškou 58 metrů je dle veřejné databáze AOPK ČR nejvyšším památným stromem České republiky. Mohutný kmen se ve dvou metrech dělí na tři kmeny. Roste v zápoji. |
| Hrubá lípa                              |         | Jedovnice 49°21′1″ s. š., 16°45′24″ v. d.           | lípa malolistá                 | 523 | 104442 Q12020772 | Kategorie „Hrubá lípa“ na Wikimedia Commons                        | Roste na severním okraji města v rohu oploceného pozemku, na konci ulice U hrubé lípy, přibližně 20 m od posledního domu. Okolo vede červeně značená turistická stezka a cyklistická trasa 507. V roce 2014 obsadil strom 4. místo v soutěži Strom roku. |
| Lípy u hřbitova v Jedovnicích           |         | Jedovnice 49°20′48″ s. š., 16°45′25″ v. d.          | lípa (28)                      | & Chyba ve výrazu: Neočekávaný operátor / Chyba ve výrazu: Neočekávaný operátor / Chyba ve výrazu: Neočekávaný operátor / Chyba ve výrazu: Neočekávaný operátor / Chyba ve výrazu: Neočekávaný operátor / Chyba ve výrazu: Neočekávaný operátor / Chyba ve výrazu: Neočekávaný operátor / Chyba ve výrazu: Neočekávaný operátor / Chyba ve výrazu: Neočekávaný operátor / Chyba ve výrazu: Neočekávaný operátor / Chyba ve výrazu: Neočekávaný operátor / Chyba ve výrazu: Neočekávaný operátor / Chyba ve výrazu: Neočekávaný operátor / Chyba ve výrazu: Neočekávaný operátor / Chyba ve výrazu: Neočekávaný operátor / -1.0000-0 | 101104 Q26779127 | Kategorie „Lípy u hřbitova v Jedovnicích“ na Wikimedia Commons     | Stromy rostou v parku před vchodem do kostela svatého Petra a Pavla a na hřbitov. Okolo vede červeně značená turistická stezka. Původně vyhlášeno 32 stromů. |
| Štaudova lípa                           |         | Kněževes 49°35′17″ s. š., 16°25′18″ v. d.           | lípa velkolistá                | 389 | 106466           |                                                                    | Roste na horní hraně travnaté, mírně svažité plochy ve spojnici dvou účelových komunikací na severozápadním okraji obce. |
| Stromořadí Lažánky-Jedovnice            |         | Lažánky 49°20′40″ s. š., 16°44′8″ v. d.             | lípa malolistá javor jasan     | & Chyba ve výrazu: Neočekávaný operátor / Chyba ve výrazu: Neočekávaný operátor / Chyba ve výrazu: Neočekávaný operátor / Chyba ve výrazu: Neočekávaný operátor / Chyba ve výrazu: Neočekávaný operátor / Chyba ve výrazu: Neočekávaný operátor / Chyba ve výrazu: Neočekávaný operátor / Chyba ve výrazu: Neočekávaný operátor / Chyba ve výrazu: Neočekávaný operátor / Chyba ve výrazu: Neočekávaný operátor / Chyba ve výrazu: Neočekávaný operátor / Chyba ve výrazu: Neočekávaný operátor / Chyba ve výrazu: Neočekávaný operátor / Chyba ve výrazu: Neočekávaný operátor / Chyba ve výrazu: Neočekávaný operátor / -1.0000-0 | 101103 Q12056604 | Kategorie „Stromořadí Lažánky-Jedovnice“ na Wikimedia Commons      | Lemuje silnici Lažánky-Rudice-Jedovnice. Dnes je na místě už jen 181 z původních 205 stromů. V roce 2013 stromořadí zvítězilo v anketě Alej roku pořádané sdružením Arnika. Skrz alej prochází červeně značená turistická stezka a cyklistická trasa Srdcem jižní Moravy. |
| Klášterní jinan                         |         | Letovice 49°32′41″ s. š., 16°34′46″ v. d.           | jinan dvoulaločný              | 277 | 106283 Q73601962 |                                                                    | Nachází se v traktu klášterního dvora. Jde o vzrostlý jinan, který představuje jednu z hlavních pohledových dominant města. |
| Letovický buk †                         |         | Letovice 49°32′31″ s. š., 16°34′41″ v. d.           | buk lesní                      | 466 | 101110 Q26786646 |                                                                    | Rostl v dolní části zámeckého parku. Uhynul v roce 2004 následkem napadení kořenového systému dřevokaznými houbami. Zrušovací rozhodnutí nedoručeno. Původní výška 26 metrů. |
| Lysický buk                             |         | Lysice 49°27′27″ s. š., 16°32′5″ v. d.              | buk lesní                      | 576 | 101108 Q26786641 |                                                                    | Roste ve východní části PP Lysická obora. Strom se vyznačuje mohutným kmenem a náběhy, některé kosterní větve jsou odlomené, v koruně se vyskytují suché větve, na zbylém torzu odlomené kosterní větve (datum vylomení kosterní větve neznámé) se nachází plodnice troudnatce kopytovitého. Na kmeni ve výšce 3 m je dutina velikosti 20 cm, na kmeni se rovněž nachází podélná trhlina v 80 cm, zkouška poklepem signalizuje pevné dřevo. |
| Smrk J. E. Chadta - Ševětínského        |         | Lysice 49°27′21″ s. š., 16°32′6″ v. d.              | smrk ztepilý                   | 419 | 101091 Q12055044 | Kategorie „Smrk J. E. Chadta v Lysické oboře“ na Wikimedia Commons | Strom rostl na území PP Lysická obora ve svahu nad tenisovým hřištěm, v blízkosti školy. Na konci svého života měřil 35 metrů. Již v době vyhlášení památným stromem v roce 2004 byl suchý. V roce 2009 při zkoušce poklepem byla zjištěna dutina ve kmeni. Kmen byl v dolní polovině převážně bez borky. Vzhledem k množství požerků hostil četné druhy hmyzu vázané na dřevo v různém stupni rozkladu, na hmyz navazují svojí potravní aktivitou šplhavci. Na stromě byl nalezen Korálovec jedlový , bělochoroš hořký, bělochoroš modravý, troudnatec pásovaný a kropilka rosolovitá. Smrk padl v létě 2011. Od té doby je na místě jen odvětvené torzo. Strom nese jméno významného letníka a historika Jana Evangelisty Chadta-Ševětínského. |
| Duby v mladkovském táboře               |         | Mladkov u Boskovic 49°29′29″ s. š., 16°37′25″ v. d. | dub letní, dub zimní (5)       | & Chyba ve výrazu: Neočekávaný operátor / Chyba ve výrazu: Neočekávaný operátor / Chyba ve výrazu: Neočekávaný operátor / Chyba ve výrazu: Neočekávaný operátor / Chyba ve výrazu: Neočekávaný operátor / Chyba ve výrazu: Neočekávaný operátor / Chyba ve výrazu: Neočekávaný operátor / Chyba ve výrazu: Neočekávaný operátor / Chyba ve výrazu: Neočekávaný operátor / Chyba ve výrazu: Neočekávaný operátor / Chyba ve výrazu: Neočekávaný operátor / Chyba ve výrazu: Neočekávaný operátor / Chyba ve výrazu: Neočekávaný operátor / Chyba ve výrazu: Neočekávaný operátor / Chyba ve výrazu: Neočekávaný operátor / -1.0000-0 | 106538           |                                                                    | Rostou v západně orientovaném svahu v okolí zbouraných budov v areálu bývalého pracovního tábora Heidelberg. |
| Duby v Hrbatých                         |         | Nýrov 49°30′47″ s. š., 16°34′ v. d.                 | dub letní (2) dub zimní (1)    | 412 335 | 106377           |                                                                    | Stromy rostou na okraji lesního porostu na JV hranici katastru obce Nýrov, v sousedství pole severně od komunikace ze Sebranic do Nýrova s vedenou cyklotrasou. |
| Jilm ve Skočově Lhotě                   |         | Skočova Lhota 49°36′24″ s. š., 16°38′55″ v. d.      | jilm horský                    | 513 | 101114 Q26786650 | Kategorie „Jilm ve Skočově Lhotě“ na Wikimedia Commons             | Roste na východním okraji obce. Hlavní větvení je tlakové, aktuálně dochází k jeho rozlamování, rána je přímo vystavená zatékání dešťových srážek. V roce 2010 provedena stabilizace úžlabí a redukční řez. |
| Lípa u Hřebenáče                        |         | Sloup 49°24′36″ s. š., 16°44′12″ v. d.              | lípa malolistá                 | 494 | 101107 Q26786639 | Kategorie „Lípa u Hřebenáče“ na Wikimedia Commons                  | Roste nedaleko vchodu do Sloupsko-šošůvských jeskyní a skalního útvaru zvaného "Hřebenáč". Okolo vedou cyklotrasy 5, EV9 a Greenway K-M-V. Jde o exemplář výjimečného vzrůstu a krajinnou dominantu. Strom se dvakrát vidličnatě větví. |
| Salmovy lípy                            |         | Sloup 49°24′57″ s. š., 16°44′19″ v. d.              | lípa malolistá (2)             | 357 378 | 101097 Q26779124 | Kategorie „Salmovy lípy“ na Wikimedia Commons                      | Lípy rostou na hřbitově v rohu u zdi ohraničující část hřbitova určenou pro členy starohraběcího rodu Salm-Reifedschiedt na dohled od cyklotrasy 505. Kmeny obou exemplářů se roztrojují. |
| Babyka u Suchdolu                       |         | Suchdol 49°23′30″ s. š., 16°43′41″ v. d.            | javor babyka                   | 316 | 105791 Q26790369 | Kategorie „Babyka u Suchdolu“ na Wikimedia Commons                 | Roste na bývalých pastvinách na dohled od zeleně značené turistické stezky mezi obcí a NPR Vývěry Punkvy. |
| Borovice u Pekla                        |         | Suchdol 49°23′15″ s. š., 16°43′4″ v. d.             | borovice lesní                 | 271 | 105792 Q26790370 | Kategorie „Borovice u Pekla“ na Wikimedia Commons                  | Na okraji strže Peklo v enklávě drobných louček a křovinatých porostů nedaleko hranice NPR Vývěry Punkvy. Výška 14 metrů. |
| Hruška u Zouharova závrtu               |         | Suchdol 49°23′21″ s. š., 16°43′19″ v. d.            | hrušeň obecná                  | 280 | 105794 Q26790372 | Kategorie „Hruška u Zouharova závrtu“ na Wikimedia Commons         | Na okraji obce ve volné krajině u polní cesty mezi loukami u Zouharova závrtu. |
| Novodvorská alej                        |         | Vavřinec 49°22′39″ s. š., 16°42′56″ v. d.           | lípa malolistá lípa velkolistá | & Chyba ve výrazu: Neočekávaný operátor / Chyba ve výrazu: Neočekávaný operátor / Chyba ve výrazu: Neočekávaný operátor / Chyba ve výrazu: Neočekávaný operátor / Chyba ve výrazu: Neočekávaný operátor / Chyba ve výrazu: Neočekávaný operátor / Chyba ve výrazu: Neočekávaný operátor / Chyba ve výrazu: Neočekávaný operátor / Chyba ve výrazu: Neočekávaný operátor / Chyba ve výrazu: Neočekávaný operátor / Chyba ve výrazu: Neočekávaný operátor / Chyba ve výrazu: Neočekávaný operátor / Chyba ve výrazu: Neočekávaný operátor / Chyba ve výrazu: Neočekávaný operátor / Chyba ve výrazu: Neočekávaný operátor / -1.0000-0 | 101102 Q12041125 | Kategorie „Alej (Nové Dvory)“ na Wikimedia Commons                 | Alej lemuje zeleně značenou turistickou cestu od osady Nové Dvory ke zřícenině hradu Blansek. Původně bylo vyhlášeno 60 stromů, dnes 56 živých, 3 trsy výmladků, 1 torzo a 6 mezer po odumřelých stromech. Alej nechal zasázet počátkem 19. století majitel blanenského panství Hugo František Salm. V roce 2011 zvítězila Novodvorská alej v anketě občanského sdružení Arnika Alej roku. V roce 2012 vyhrála lípa z Novodvorské aleje v soutěži Strom roku. |
| Vavřinecká lípa                         |         | Vavřinec 49°24′7″ s. š., 16°43′13″ v. d.            | lípa malolistá                 | 307 | 105793 Q26790371 | Kategorie „Vavřinecká lípa“ na Wikimedia Commons                   | V centru obce v blízkosti požární nádrže. Okolo vede zeleně značená turistická stezka. |
| Opatovická borovice                     |         | Velké Opatovice 49°36′37″ s. š., 16°40′11″ v. d.    | borovice černá rakouská        | 459 |                  | Kategorie „Vavřinecká lípa“ na Wikimedia Commons                   | Dominanta zámeckého parku ve Velkých Opatovicích. Samostatně nevyhlášena jelikož je chráněn celý park. V roce 2014 zvítězila v soutěži Strom roku. |
| Opatovická lípa                         |         | Velké Opatovice 49°36′39″ s. š., 16°40′12″ v. d.    | lípa velkolistá                | 953 | 101113 Q12042764 | Kategorie „Opatovická lípa“ na Wikimedia Commons                   | Roste v zahradě u Opatovického zámku. V roce 2012 jí byl Nadací Partnerství udělen titul Strom hrdina. Původní koruna a kmen byly z valné části zničeny vichřicí roku 1988 a potom zapáleny vandaly. Až do této doby byla největší žijící lípou velkolistou v Jihomoravském kraji. Většina větví musela být odstraněna. Kmen je rozdělený na dvě samostatné části, které omladily a jsou velmi vitální. Levá část je podepřená. |
| Dřín u Vilémovic                        |         | Vilémovice 49°22′7″ s. š., 16°44′23″ v. d.          | dřín obecný                    | 50 | 106285 Q73601968 | Kategorie „Dřín u Vilémovic“ na Wikimedia Commons                  | Roste na dohled silnice do Suchého žlebu, mezi Vilémovickou a Macošskou strání. Po silnici vede cyklistická trasa 5. Dřín je pozoruhodný svými rozměry a vzrůstem. Sestává z více než 100 kmenů, které jsou součástí společného polykormonu. |
| Tis u Macochy †                         |         | Vilémovice                                          | tis červený                    | 245 |                  |                                                                    | Informace o stromu zveřejnil Jan Evangelista Chadt-Ševětínský v časopise háj roku 1910. Tehdy byl již tis zaniklý, zničený bleskem. Více v samostatném článku. |
| Vilémovské lípy                         |         | Vilémovice 49°21′43″ s. š., 16°44′53″ v. d.         | lípa velkolistá (7)            | & Chyba ve výrazu: Neočekávaný operátor / Chyba ve výrazu: Neočekávaný operátor / Chyba ve výrazu: Neočekávaný operátor / Chyba ve výrazu: Neočekávaný operátor / Chyba ve výrazu: Neočekávaný operátor / Chyba ve výrazu: Neočekávaný operátor / Chyba ve výrazu: Neočekávaný operátor / Chyba ve výrazu: Neočekávaný operátor / Chyba ve výrazu: Neočekávaný operátor / Chyba ve výrazu: Neočekávaný operátor / Chyba ve výrazu: Neočekávaný operátor / Chyba ve výrazu: Neočekávaný operátor / Chyba ve výrazu: Neočekávaný operátor / Chyba ve výrazu: Neočekávaný operátor / Chyba ve výrazu: Neočekávaný operátor / -1.0000-0 | 101095 Q26779122 | Kategorie „Vilémovské lípy“ na Wikimedia Commons                   | Rostou středu obce kolem kaple svatého Petra z Alkantary. Dnes je na místě již jen 7 z původně 9 vyhlášených stromů. |